# Marie Heim-Vögtlin

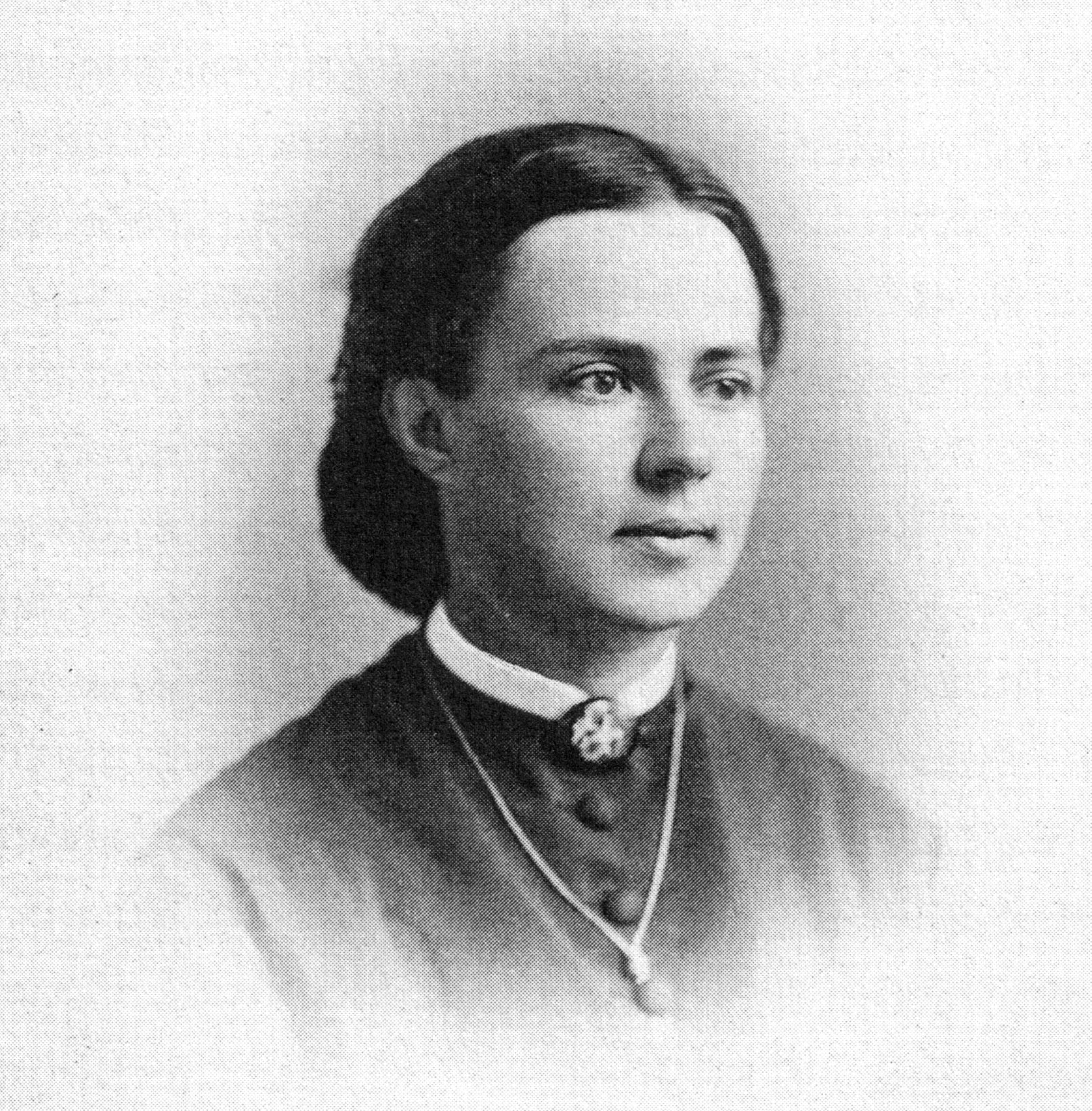
Marie Heim-Vögtlin

Marie Heim-Vögtlin (* 7. Oktober 1845 in Bözen, Kanton Aargau; † 7. November 1916 in Zürich) war eine Schweizer Frauenärztin. Sie war die erste Schweizer Ärztin und schloss 1872 an der Universität Zürich das Studium der Medizin ab. Vor ihrer Promotion im Jahr 1874 wurde Marie Heim-Vögtlin in Leipzig und Dresden zur Fachärztin für Frauenheilkunde ausgebildet.
Für die damalige Zeit unüblich, führte die Gynäkologin eine eigene Praxis, war die Mitbegründerin des ersten Schweizer Frauenspitals und engagierte sich gesellschaftlich, obwohl sie verheiratet und Mutter mehrerer Kinder war.

## Leben und Wirken

### Kindheit und Jugend
Marie Vögtlin war die Tochter von Julius Daniel Vögtlin, des Dorfpfarrers von Bözen, und dessen Ehefrau Henriette, geborene Benker. Die Mutter starb früh und Marie wuchs mit einer jüngeren Schwester in Bözen auf, wo die Mädchen privat unterrichtet wurden. Später besuchte Vögtlin das Herrnhuter Institut Montmirail bei Neuenburg.
Für ihren Vater und die jüngere Schwester führte Vögtlin den Haushalt. Mit Anfang 20 war sie für zwei Jahre mit ihrem Cousin, Friedrich Erismann, verlobt. Der Medizinstudent machte sie mit sozialistischen Schriftstellern bekannt, wodurch sie sich innerlich ein Stück weit von ihrem strenggläubigen Elternhaus distanzierte. Er löste die Verlobung jedoch nach zwei Jahren, um Nadeschda Suslowa zu heiraten, der er nach Sankt Petersburg folgte.

### Medizinstudium und Facharztausbildung
Im Jahr 1867 erteilte die Universität Zürich, als erste Hochschule im deutschen Sprachraum, auch Frauen die Zulassung zum Studium. Im Fachbereich Medizin liessen sich zunächst vor allem Russinnen immatrikulieren; Nadeschda Suslowa legte als erste Frau ihre Dissertation im Fach Medizin ab. Marie Vögtlin hatte beschlossen Ärztin zu werden, so dass sie sich heimlich im Selbststudium auf die Universitätsreife vorbereitete. Ihr Wunsch, Medizin zu studieren um Ärztin zu werden, war für die damalige Zeit – für eine Frau – so aussergewöhnlich, dass in der Presse darüber berichtet wurde. Für ihre Immatrikulation benötigte sie das Einverständnis ihres Vaters. 1869 nahm Vögtlin, zeitgleich mit sieben ausländischen Studentinnen, als erste Schweizerin ihr Studium auf. Das „Experiment Frauenstudium“ war damals gesellschaftlich hoch umstritten, wobei einige der schärfsten Kritiker, wie Theodor von Bischoff, sogar selbst Ärzte waren. Sie konnte ihr Studium zunächst nur als Hospitantin beginnen, weil sie noch keine Matura hatte.
Im Frühjahr 1870 schrieb sie an den Erziehungsdirektor des Kantons Aargau, Herrn A. Keller: „Nachdem ich diesen Winter neben meinen Vorlesungen an der Universität mich soviel es nur möglich war, für die Maturitätsprüfung vorbereitet habe, wende ich mich nun an Sie mit der Anfrage, ob Sie mir, gemäss dem mir im Herbst vorigen Jahres von Ihnen ertheilten versprochene gestatten wollen, in der nächsten Zeit privatum meine Prüfung zu bestehen“. Nach der Zulassung konnte sie die Matura an der Kantonsschule Aargau ablegen.
Während des Studiums lernte Vögtlin, bei einer botanischen Exkursion, den vier Jahre jüngeren Geologiestudenten Albert Heim kennen, mit dem sie sich verlobte. Auch mit der Deutschen Franziska Tiburtius, die ein Jahr nach ihr das Medizinstudium in Zürich aufnahm, freundete sie sich im Studium an. Nach dem Examen spezialisierte Vögtlin sich in Leipzig zur Gynäkologin und arbeitete danach einige Monate in der königlichen Entbindungsklinik in Dresden, wo sie als Assistenzärztin von Franz von Winckel arbeitete. Am 11. Juli 1874 legte sie in Zürich ihre Doktorprüfung ab. Ihre Dissertation verfasste sie zum Thema Über den Befund der Genitalien im Wochenbett.

### Praxis für Frauenheilkunde, Heirat und gesellschaftliches Engagement
Um sich als Gynäkologin im Zürcher Stadtteil Hottingen niederlassen zu dürfen, brauchte sie 1874 wieder die schriftliche Unterstützung ihres Vaters. Ihre Arztpraxis bekam schnell einen so guten Ruf, dass auch Patientinnen von außerhalb Vögtlin konsultierten. Sie war bekannt dafür, dass sie soziale schwächere Patientinnen für einen symbolischen Beitrag, sehr günstig behandelte.
1875 heiratete Marie Vögtlin ihren Verlobten, Albert Heim, der mittlerweile als Geologieprofessor am Polytechnikum und der Universität tätig war. Mit dem Einverständnis ihres Mannes, arbeitete sie auch nach der Heirat weiter als Ärztin, was damals unüblich war. Die Praxisräume waren im Wohnhaus der Familie untergebracht. Ricarda Huch schrieb nach einem Besuch in Zürich, der große, gemeinsam genutzte Schreibtisch mit den beiden Arbeitsplätzen habe ihr als Symbol einer ebenbürtigen, geistigen Tätigkeit von Mann und Frau sehr gefallen.
Der erste Sohn des Paares, Arnold, wurde 1882 geboren, wobei Heim-Vögtlin mit 37 Jahren als Spätgebärende galt. Einige Jahre später kam die Tochter Helene zur Welt. Das dritte Kind des Paares, eine weitere Tochter, starb nach nur drei Wochen. Das Pflegekind Hanneli wurde ebenfalls Teil der Familie.
Am 11. Juli 1899 erfolgte die Grundsteinlegung zum Frauenspital mit der angegliederten Schweizerischen Krankenschwesternschule von Anna Heer, zusammen mit Marie Heim-Vögtlin. In der 1901 eröffneten Zürcher Pflegerinnenschule («Pflegi») an der Carmenstrasse 40 leitete sie die Kinderabteilung und erteilte Unterricht in Wochen- und Kinderpflege.
Da es noch keine offizielle Vermittlung von Adoptionen gab, wurde auf Initiative von Marie Heim-Vögtlin ein Kinderhaus in der Nähe von Zürich gegründet. Zuvor hatte sie selbst Adoptionen vermittelt. Außerdem setzte sie sich als Ärztin für eine bessere medizinische Versorgung Armer und Bedürftiger ein sowie für eine Gleichberechtigung der Frau in Sachen Bildung und Wahlrecht.

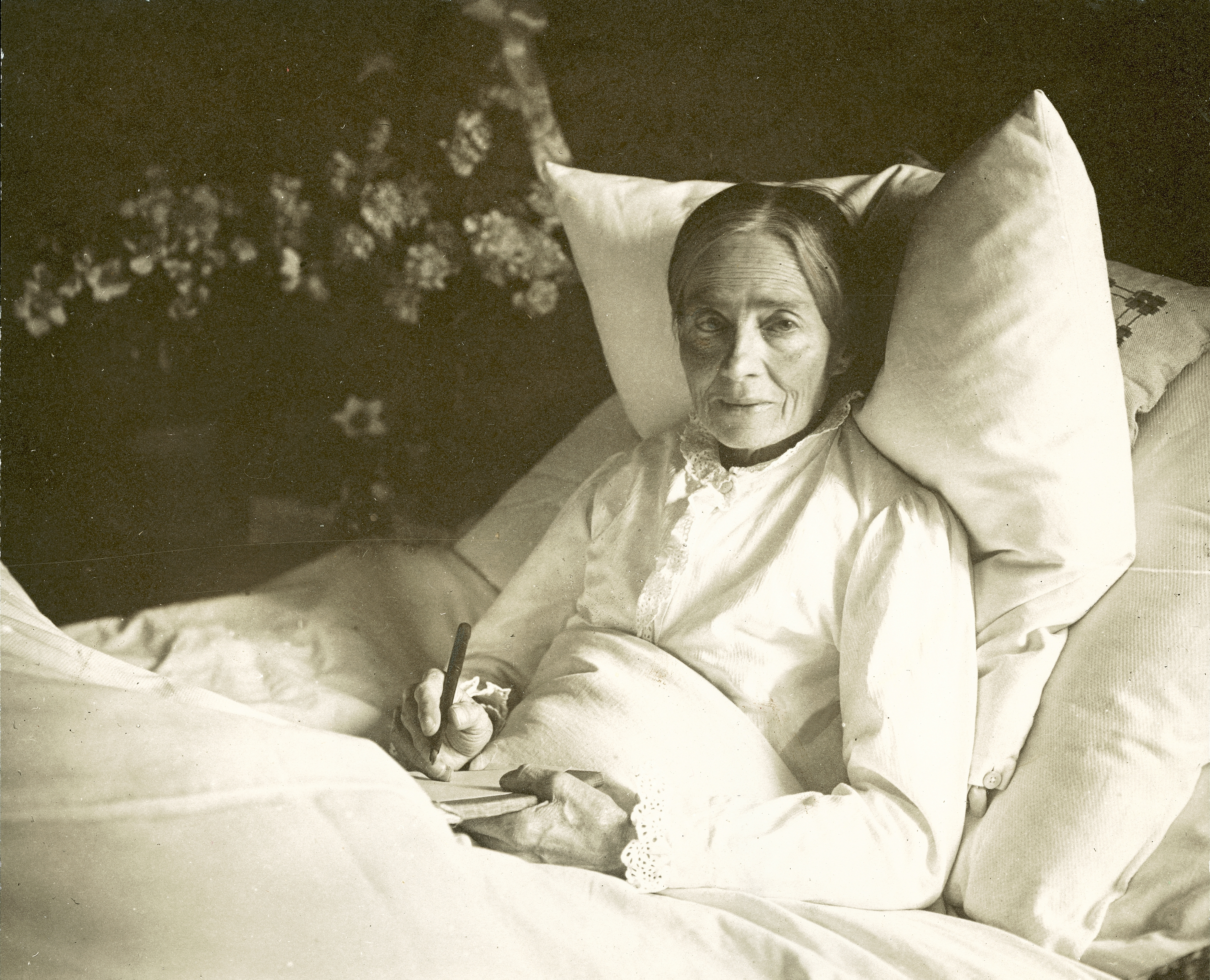
Marie Heim-Vögtlin, 1915

Neben ihrer Arbeit als Gynäkologin setzte sich Heim-Vögtlin aktiv für das Frauenstimmrecht ein und war in der Abstinenzbewegung aktiv. Sie war an Lungentuberkulose erkrankt und wurde von ihrer Tochter gepflegt, bevor sie am 7. November 1916 starb. Das Grab von Marie Heim-Vögtlin befindet sich auf dem Zürcher Friedhof Sihlfeld.

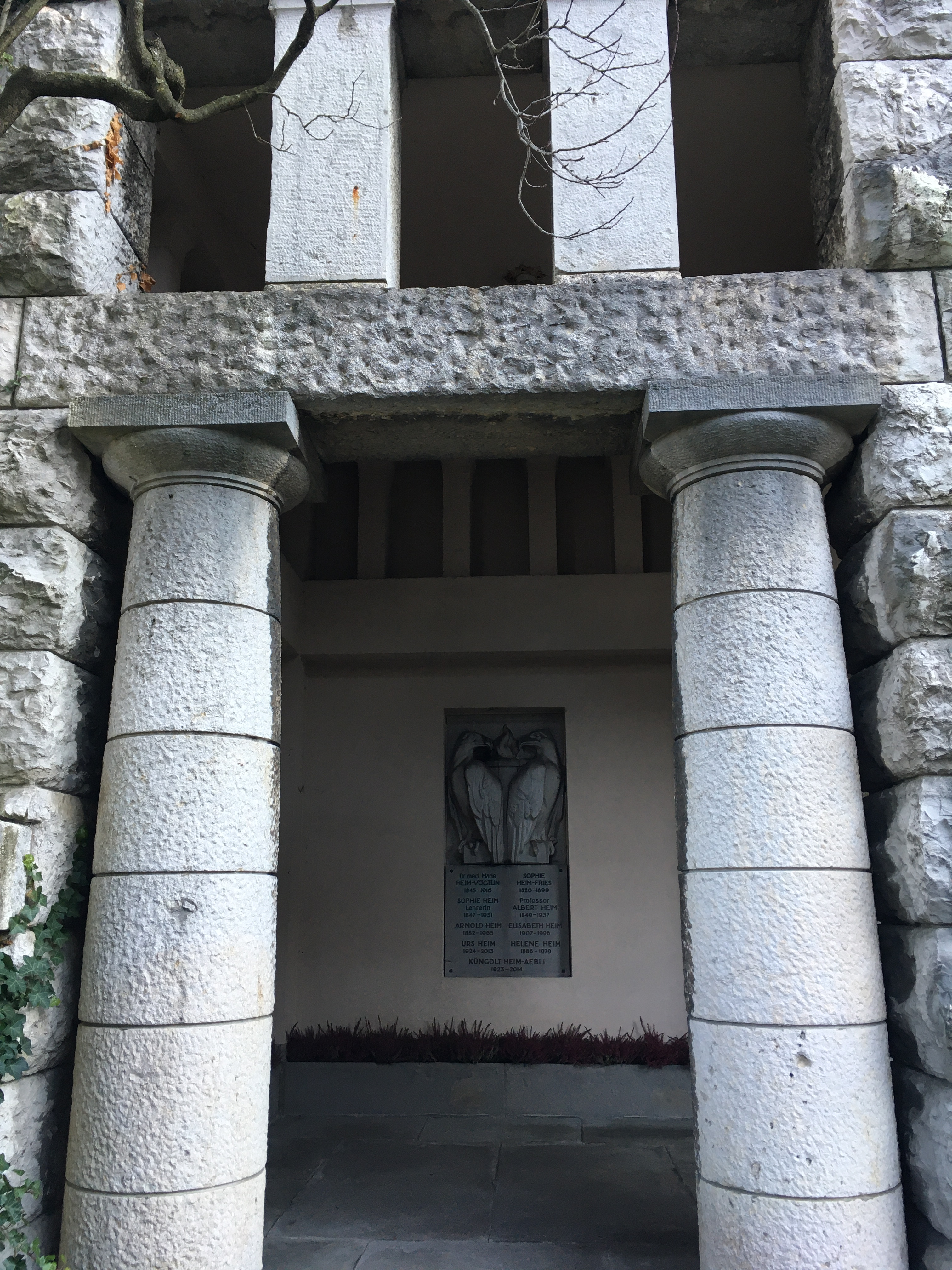
Grabstätte von Marie Heim-Vögtlin im Kolonnadengang des Krematoriums Sihlfeld in Zürich

## Ehrungen
Der ersten Schweizer Ärztin zu Ehren vergibt der Schweizerische Nationalfonds jährlich den Marie Heim-Vögtlin-Preis (MHV) zur Förderung qualifizierter Wissenschaftlerinnen, deren berufliche Karriere durch familiäre Umstände erschwert ist.
Seit 2009 geht der mit 25.000 Franken (entspricht etwa 25.000 Euro) dotierte MHV-Preis an Akademikerinnen, die während des Förderprogramms besondere, wissenschaftliche Leistungen erbracht haben. Nicht nur Ärztinnen, auch Naturwissenschaftlerinnen, Juristinnen und Forscherinnen wurden bisher ausgezeichnet.
Seit 1995 trägt ein Weg, der am Stadtspital Triemli, an der Frauenklinik Maternité Triemli sowie an der Krankenpflegeschule vorbeiführt, den Namen Marie-Heim-Vögtlin-Weg. In Brugg AG hat der Weg von der Altenburgerstrasse zur Museumstrasse dieselbe Bezeichnung. Und auch im «Schweizer Viertel» in Berlin-Lichterfelde befindet sich ein Marie-Vögtlin-Weg. Am 22. Juni 2016 benannte die Kantonshauptstadt Aarau ein kurzes Wegstück vor der Notaufnahme des Kantonsspitals Heim-Vögtlinstrasse.
Zu Heim-Vögtlins 100. Todestag im Jahr 2016 gab die Schweizerische Post ihr zu Ehren eine Briefmarke heraus.
Marie Heim-Vögtlin wurde anlässlich der Frauenehrungen der Gesellschaft zu Fraumünster 2010 geehrt. Dazu wurde an der Hottingerstrasse 25, am Ort ihrer Praxis, eine Ehrentafel enthüllt.
Seit dem Sommer 2020 trägt ein Hörsaal des Departements Gesundheit der Zürcher Hochschule für Angewandte Wissenschaften ZHAW den Namen Marie Heim-Vögtlin.

## Kritische Wahrnehmung
Die Historikerin Barbara Müller sieht in der von Marie Heim-Vögtlin gelebten Kombination aus Beruf und Familie, eine für damalige Verhältnisse moderne Interpretation der Frauenrolle. Man kann sie als Pionierin betrachten, zumal auch Aspekte des gesellschaftlichen Engagement vorhanden waren. Die Bewertung der 68er-Bewegung fand es rückblickend problematisch, dass die Ärztin vornehmlich private Wohltätigkeit betrieb, statt eine gerechtere Weltordnung zu fordern. Neben den progressiven Anteilen ihrer Biografie blieb sie den konservativen Strukturen treu, da sie auch dem damaligen Idealbild der sich aufopfernden Frau und Mutter gerecht wurde.

## Werke
- Über den Befund der Genitalien im Wochenbett. Dissertation. Zürich 1874.
- Einige Fälle seltener Blasenerkrankungen. In: Corr.bl. f. Schweizer Ärzte. 9, 1879.
- Die Pflege des Kindes im ersten Lebensjahr. i. A. d. schweizer. gemeinnützigen Frauenverein, Luzern 1898.
- Die Aufgabe der Mutter in der Erziehung der Jugend zur Sittlichkeit. 1904.
- Worte einer Mutter an Mütter, = Flugschr. Nr. 5 d. Abstinentenverbandes d. Stadt Zürich 1907.